# Puente Pájaras
Puente Pájaras es un enclave geográfico situado en las proximidades del complejo endorreico de Utrera, en la provincia de Sevilla, España.

## Situación y conexiones
Puente Pájaras se encuentra en la intersección de la carretera A-394 con la carretera nacional N-IV, cerca del kilómetro 586 de esta última. Pertenece al término municipal de Utrera.
Los núcleos de población habitados más próximos son Guadalema de los Quintero y El Palmar de Troya.